# Sarah Attar
Sarah Attar (em árabe: سارة عطار; nascida em 27 de agosto de 1992), é uma atleta saudi-americana de atletismo que competiu nos Jogos Olímpicos de Verão de 2012 como uma das duas primeiras atletas olímpicas a representar a Arábia Saudita. Ela também competiu na maratona nos Jogos Olímpicos de 2016.
Attar viveu nos Estados Unidos toda a sua vida, mas tem dupla cidadania norte-americana e saudita através do seu pai, que nasceu na Arábia Saudita. Ela foi convidada a participar nos jogos olímpicos, apesar de não ter cumprido os tempos padrão de qualificação olímpica, que foram dispensados pelo Comité Olímpico Internacional.